# Max Zorn
Max Zorn (alemany: Max August Zorn)  (Krefeld, 6 de juny de 1906 - Bloomington, 9 de març de 1993) va ser un matemàtic alemany, nacionalitzat estatunidenc.

## Vida i Obra
Zorn va néixer prop de Düsseldorf i va estudiar matemàtiques a la universitat d'Hamburg en la qual va obtenir el doctorat el 1930 amb una tesi dirigida per Emil Artin sobre àlgebra commutativa. A continuació, va ser professor a la universitat de Halle, però la seva posició contrària als nazis, que li va costar una bona pallissa el 1933, a mans de fanàtics hitlerians, que li va deixar seqüeles permanents a la seva veu, va fer que emigrés el 1934 als Estats Units amb la seva dona i un fill. Els dos primers anys als Estats Units va ser professor a la Universitat Yale i els deu anys següents a la universitat de Califòrnia a Los Angeles. Finalment, va ser nomenat el 1946 professor de la universitat d'Indiana Bloomington en la qual va romandre fins a la seva jubilació el 1971, tot i que va continuar anant al seu despatx a la universitat la resta de la seva vida, convertint-se en un element clau del departament de matemàtiques de la universitat. Va morir el març de 1993 d'una complicació cardíaca, probablement causada per un accident d'automòbil que havia patit el novembre l'any anterior. El seu cos va ser donat per a recerca, al departament de medicina de la universitat d'Indiana.
Zorn es amplament conegut pel lema que porta el seu nom, que ell va enunciar el 1935 amb el nom de "principi del màxim" i que és equivalent a l'axioma d'elecció de ZFC i al principi del bon ordre de Zermelo.
El seu net, Eric, periodista del Chicago Tribune, li va dedicar un sentit homenatge en la seva columna del dia 11 de març de 1993.